# Kreuzschule
Das Evangelische Kreuzgymnasium (auch bekannt unter seinem lateinischen Namen schola crucis) ist die älteste noch bestehende Schule in Dresden und eine der ältesten in Deutschland. Erstmals im Jahr 1300 wurde ein Schulmeister (Cunradus rector puerorum) erwähnt. Sie war eine Pfarrschule, die ab Ende des 14. Jahrhunderts in die Hoheit der Stadt überging und 1413 die erste Schulordnung Dresdens erhielt. Ausgebildet wurden in ihr die Sänger der capella sanctae crucis (Kreuzkirche), des heutigen Dresdner Kreuzchors.
Heute ist die Kreuzschule ein evangelisches Gymnasium, wohingegen der Dresdner Kreuzchor mit seinem Alumnat durch die Stadt Dresden getragen wird. Alle Mitglieder des Dresdner Kreuzchors (Kruzianer) ab der 5. Klasse sind Schüler des Kreuzgymnasiums. Daneben besuchen aber auch viele Nicht-Kruzianer die Schule.

## Geschichte

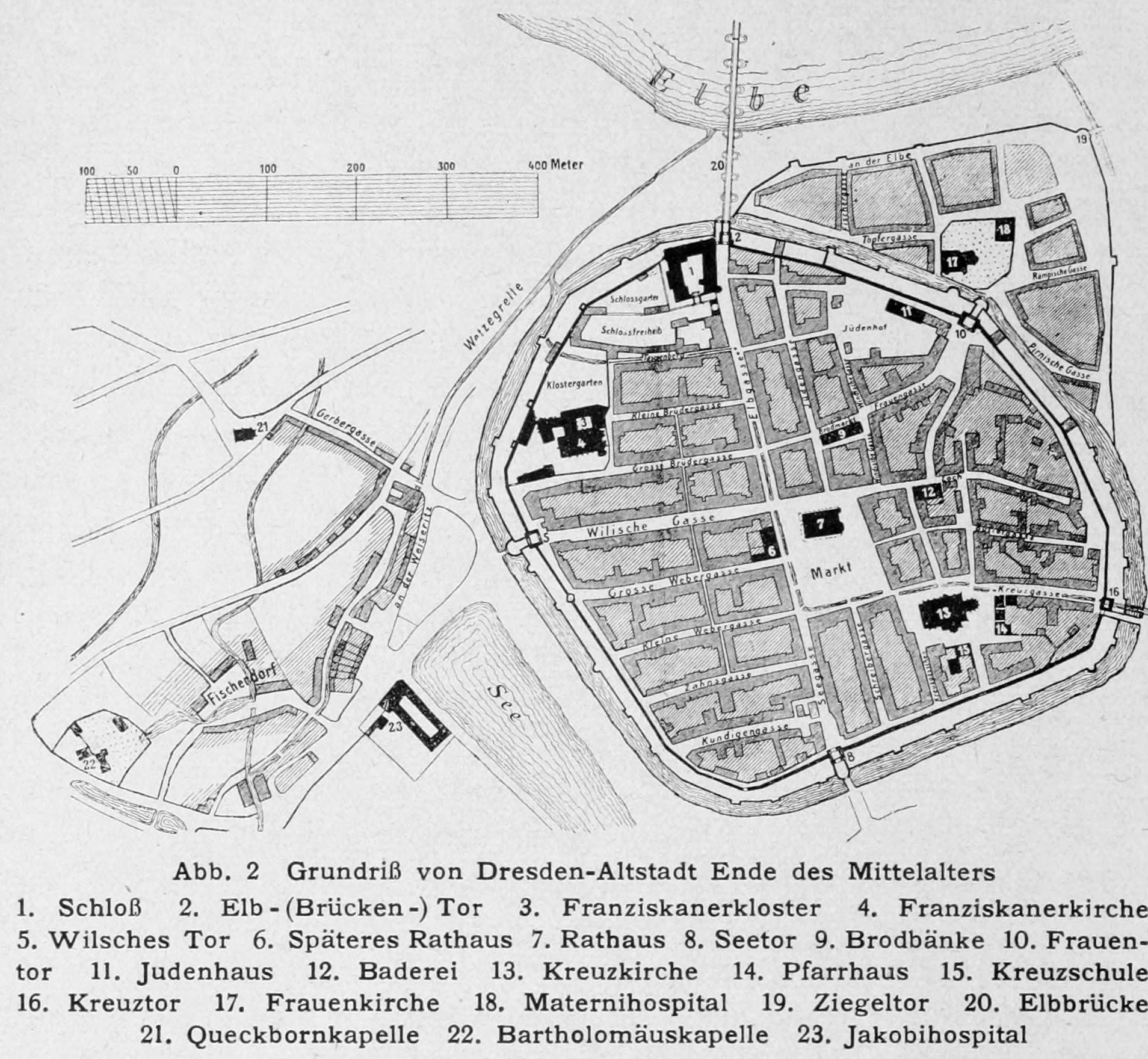
Lage der Kreuzschule (Nr. 15) Anfang des 16. Jahrhunderts
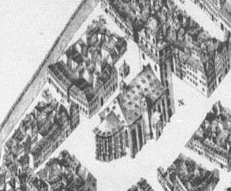
Kreuzschule 1634 (links neben der Kreuzkirche)
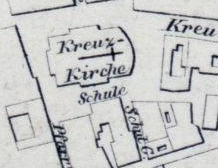
Auf einer Karte von 1828
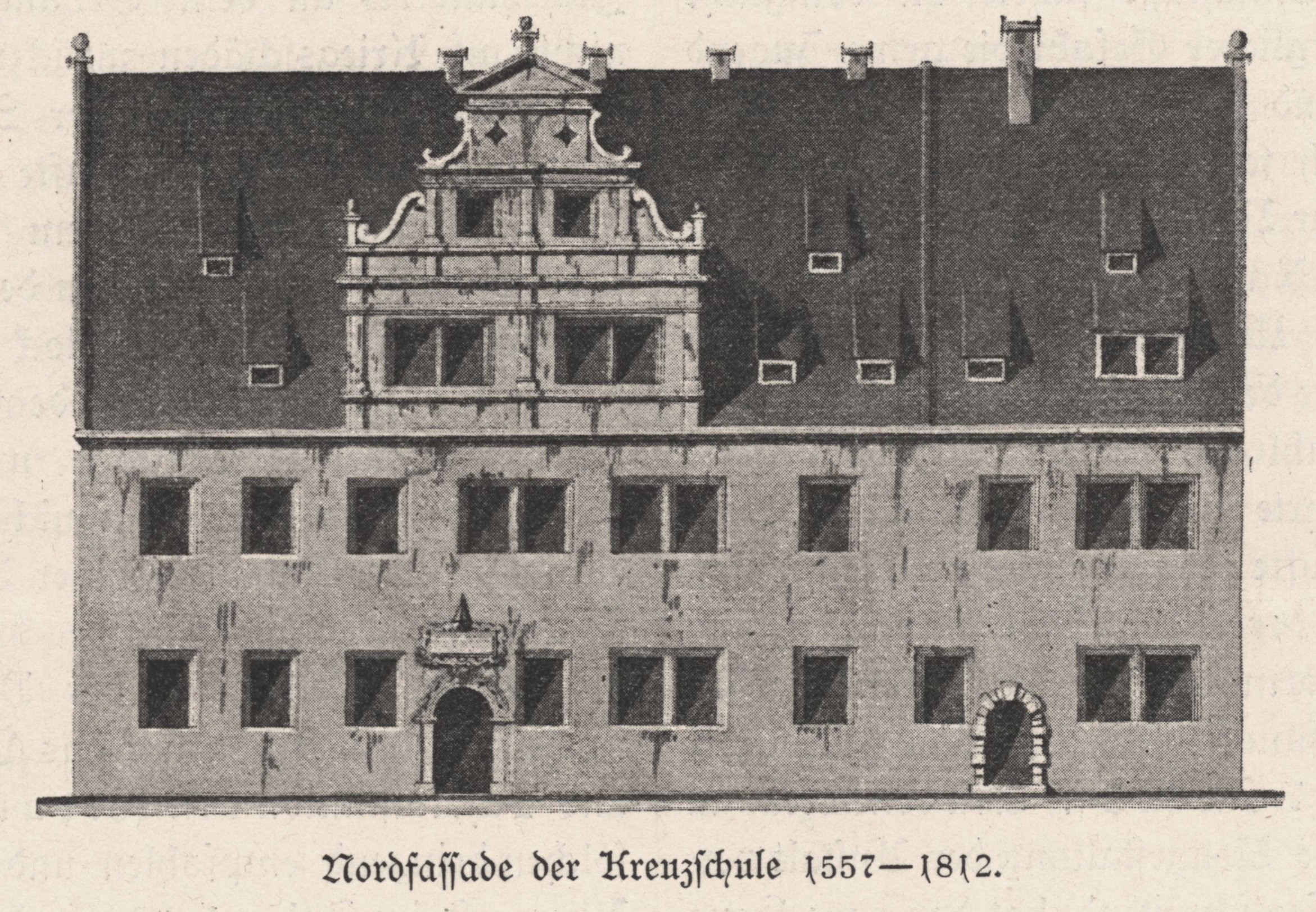
Ansicht 1557–1812
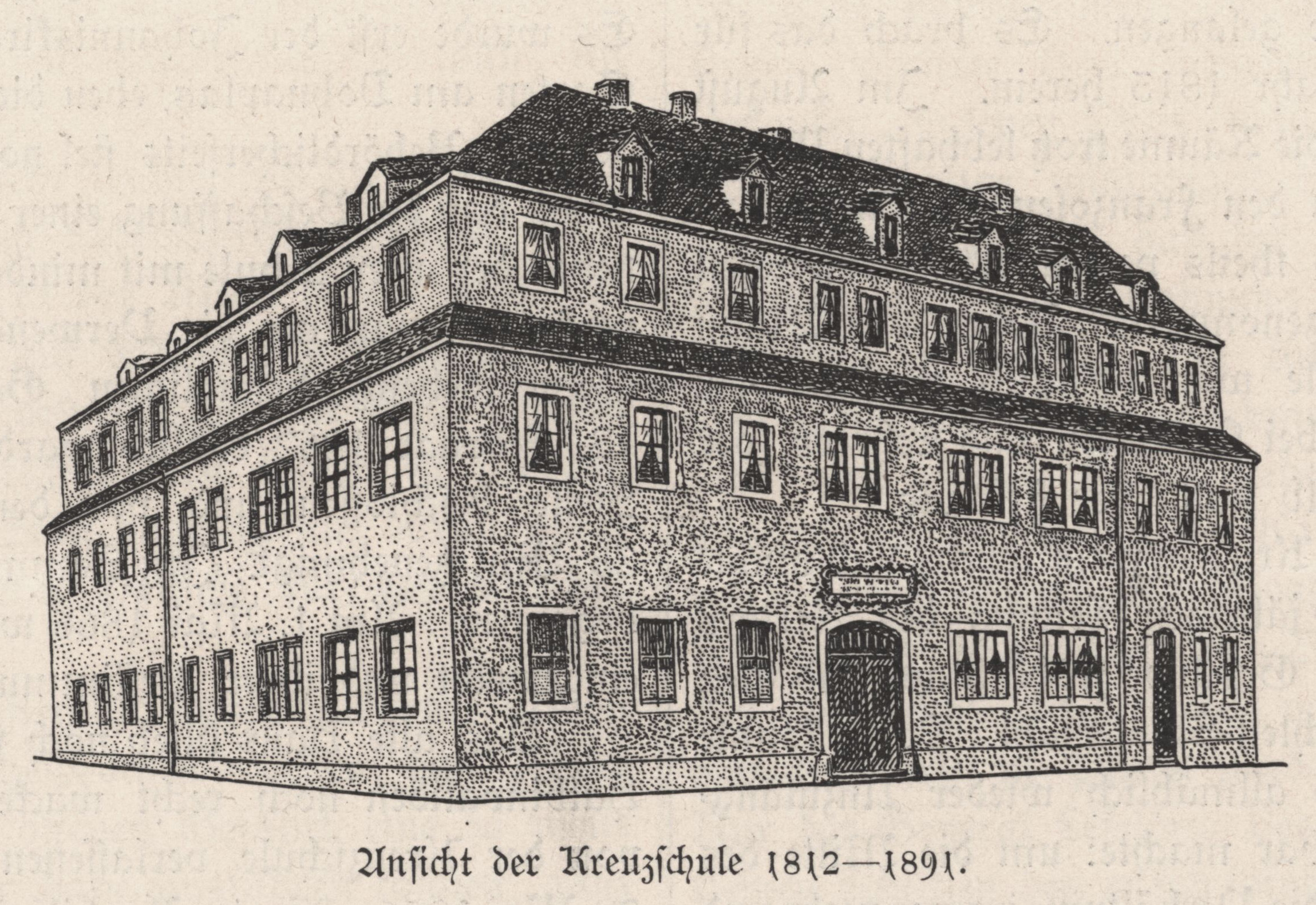
Ansicht 1812–1891

Die Geschichte der Kreuzschule ist eng mit der der Kreuzkirche verknüpft. Deren Vorläufer war eine auf diesen Namen geweihte „Nikolaikirche“. In dieser Zeit des Hochmittelalters bekam Bildung einen neuen Stellenwert. Schulen wurden häufig an Stadtkirchen angeschlossen. Für die Unterweisung unter anderem in Theologie war ein Schulmeister verantwortlich, wie er für die Stadt seit 1300 belegt ist.
Die Kirche besaß außerdem eine Reliquie mit einem Splitter vom Kreuz Christi und wurde wegen der hohen Bedeutung der katholischen Kreuzverehrung im Jahre 1319 als ecclesia sanctae crucis (Kreuzkirche) erwähnt. Mit ihr wurde auch die 1371 erstmals urkundlich erwähnte städtische Schule etabliert. 1393 wurde das erste Schulgebäude an der Südseite der Kreuzkirche eröffnet. Durch die enge Verbindung von Stadt und nunmehriger Kreuzkirche wurde sukzessive der Begriff Kreuzschule für den eigentlich städtischen Schulbau geläufig.

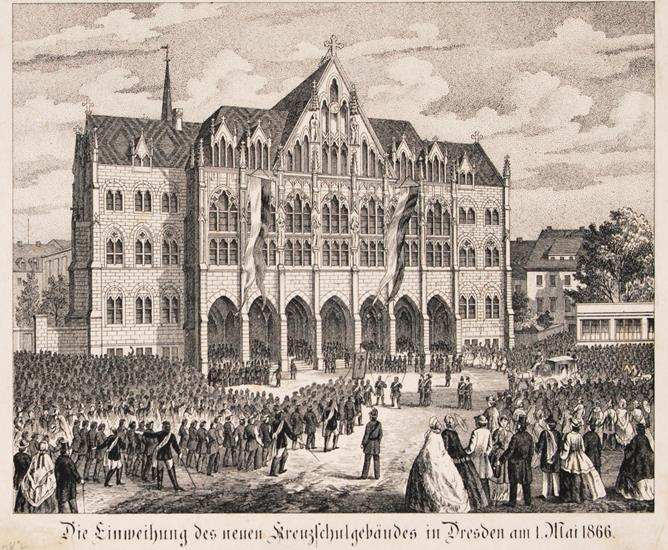
Kreuzschule von 1866 bis 1945

Erst 1866 entstand ein deutlich geräumigerer Neubau am Georgplatz. Dieses Gebäude fiel 1945 den Zerstörungen während der Luftangriffe auf Dresden zum Opfer. Mit der Wiederaufnahme des Schulbetriebs fand der Unterricht zunächst an verschiedenen Orten statt, u. a. seit Oktober 1945 im teilweise zerstörten Gebäude des Wettiner Gymnasiums, ab 1947 für den Chor im Gebäude des ehemaligen Freimaurerinstituts in der Eisenacher Straße im Stadtteil Striesen. Dort ist seit 1959 auch der Teil der Schule aus dem Wettiner Gymnasium untergebracht.
Unter dem ersten Nachkriegsrektor, Werner Hoffmann (1882–1962), wurde ein Kollegium neu geschaffen, das aus von der Vergangenheit unbelasteten Pädagogen seiner Generation, Lehrkräften, die ihr Studium noch vor Kriegsbeginn abgeschlossen hatten, und talentierten sog. Neulehrern zusammengesetzt war und ein humanistisches, liberales Schul- und Unterrichtsklima garantierte.
Die Schule war eine von neun Schulen der DDR, die altsprachlichen Unterricht anboten (Latein und Altgriechisch).
Von 2007 bis 2009 wurde das Schulgebäude einer Generalsanierung unterzogen, sodass der Schulbetrieb vorübergehend im ehemaligen Erich-Wustmann-Gymnasium in Dresden-Prohlis stattfand. Die Wiedereinweihung fand am 10. August 2009 durch Landesbischof Jochen Bohl statt.
Am 16. Juli 1882 gründeten 7 ehemalige Schüler der Kreuzschule auf der Rudelsburg den „Litterarischen Abend zu Leipzig“, einen studentischen Stammtisch während des gemeinsamen Studiums in Leipzig. Wie für studentische Zusammenschlüsse jener Jahre üblich, wählten die Gründer Farben für ihren Stammtisch. In Erinnerung an die Kreuzschule war dies hellblau-silber-hellblau, was jedoch aufgrund von Einwänden einer älteren Studentenverbindung in hellblau-silber-dunkelblau abgewandelt werden musste. Der „Litterarische Abend“ entwickelte sich zu einer akademischen Turnerschaft, die noch heute als Leipziger Turnerschaft Fridericiana zu Mannheim/Heidelberg im Coburger Convent die Dresdner Tradition fortführt. Den Wappenschild Fridericianas ziert rechts oben noch heute ein silbernes Kreuz auf hellblauem Grund.

## Schulprofil
Alle Schüler lernen Englisch ab der 5. Klasse. Ebenso kann seit dem Schuljahr 2010/2011 ab der 5. Klasse zwischen Latein und Französisch als zweite Fremdsprache gewählt werden. Als dritte Fremdsprache kann zusätzlich noch Griechisch erlernt werden. Ab der 8. Klasse können sich alle Schüler zwischen einem künstlerischen, naturwissenschaftlichen, sprachlichen oder geistes- und sozialwissenschaftlichen Profil entscheiden. Trotz des evangelischen Trägers können auch Schüler anderer Konfessionen oder nicht konfessionelle Schüler die Schule besuchen. Jedoch ist für alle Schüler die Teilnahme am Religionsunterricht verpflichtend. Das Fach Ethik wird nicht angeboten.
Mitglieder des Kreuzchors werden in der 5.–7. Klasse separat unterrichtet, um die Doppelbelastung durch Chor und Schule sowie Unterrichtsausfälle durch Proben und Tourneen auszugleichen. Bereits ab der 3. Klasse können Jungen bei entsprechender Eignung in eine Vorbereitungsklasse des Kreuzchores aufgenommen werden, die der 63. Grundschule zugeordnet ist.
Die Schüler nehmen regelmäßig an Gottesdiensten (in der Kreuzkirche oder in benachbarten Gotteshäusern) und an Andachten in der Schule sowie Projekt- und Besinnungstagen mit religiösem Hintergrund teil und unterstützen karitative Projekte.

## Schulgeld
Als Schule in freier Trägerschaft erhebt das Kreuzgymnasium Schulgeld.
Zusätzlich wird ein Beitrag von den Eltern in Form des „Kultureuro“ erbracht, welcher der Unterstützung besonderer Aktivitäten und Vorhaben dient.

## Bekannte Schüler
- Karl David Ackermann
- Theo Adam
- Oscar Wilhelm Becker[3]
- Karl Andreas Berthelen
- Hans Beschorner
- Rudolf Bielka
- Walter von Boetticher
- Viktor Julius von Bosse
- Michael von Brück
- Ludwig Schnorr von Carolsfeld
- Franz Schnorr von Carolsfeld
- Eduard Chambon

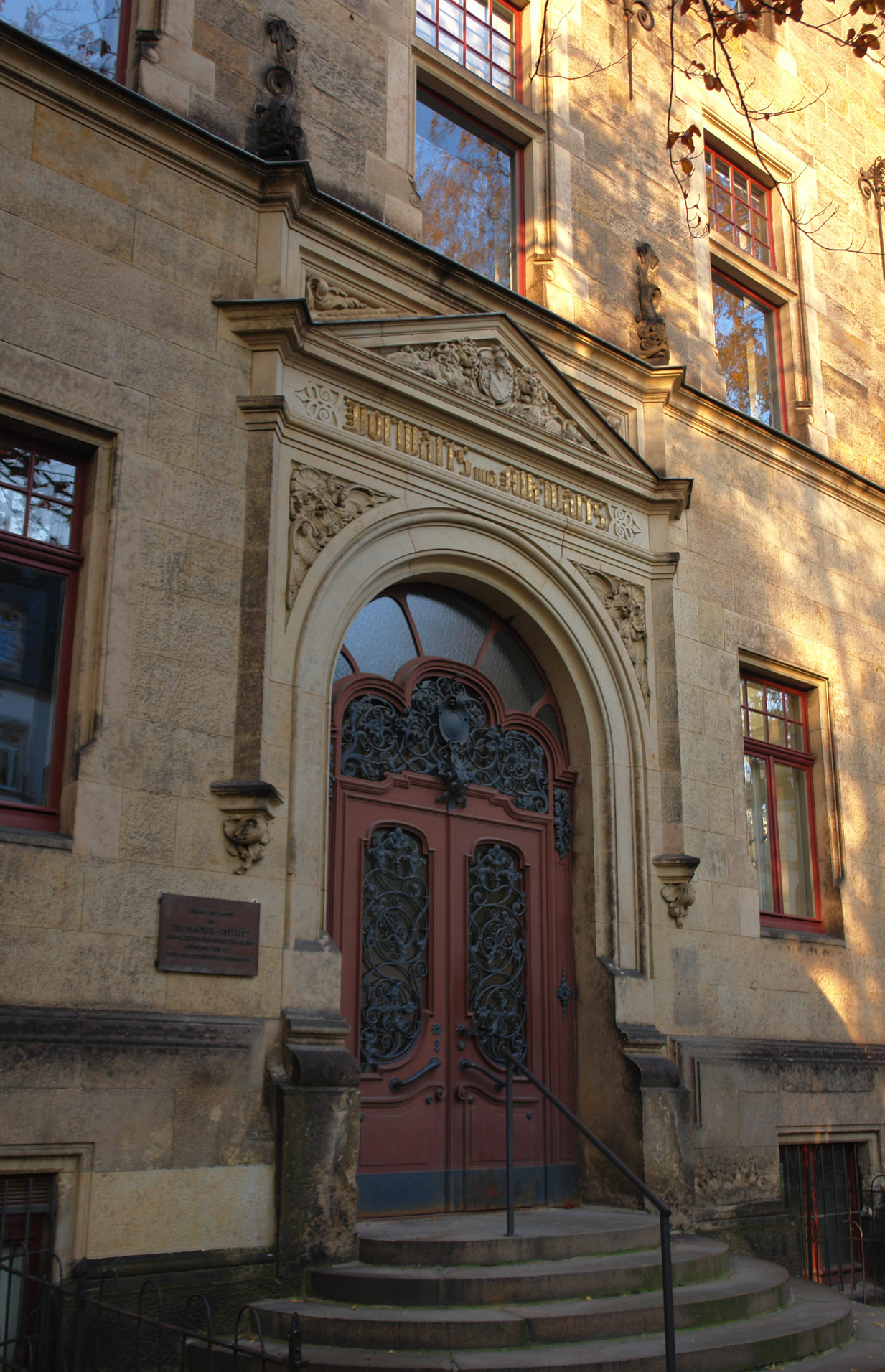
Nicht mehr genutzter Eingang in der Eisenacher Straße

- Carl Friedrich August Dathe von Burgk
- Albert Dietrich
- Moritz Döring
- Georg Eckelt
- Kurt Exner
- Gustav Theodor Fechner
- Gotthard Daniel Fritzsche
- Oskar Gelbhaar
- Johannes Gelbke
- Emil Arthur Gleitsmann
- Gebrüder Graun
- Rudolf Biedermann Günther
- Friederike de Haas
- Johann Georg August Hacker
- Hartmut Haenchen
- Georg Friedrich Hammer
- August Wilhelm Hedenus
- Gustav Helbig
- Jürgen Helfricht
- Carl Friedrich Heinze
- Friedrich Moritz Heymann
- Wolfgang Hinze
- Johannes Hübschmann
- Otto Immisch
- Christian Juncker
- Gottlieb Kiessling
- Udo Klement
- Christian Kluttig
- Theodor Körner
- Asteris Koutoulas
- Sebastian Kranich
- Maximilian Krah
- Woldemar Lippert
- Gustav Eduard Lösche
- Thomas Löser
- Alfred Lottermoser
- Philipp Mainländer
- Ulrich Manitz
- Arkadi Maslow
- Frido Mětšk
- Franz Niedner
- Oswald von Nostitz-Wallwitz
- Hans Oster
- Ernst Robert Osterloh
- Gottlieb Friedrich Otto
- Alexander Pache
- René Pape
- Martin Petzoldt
- Paul Pfotenhauer
- Wilhelm Pfotenhauer
- Hans-Christoph Rademann
- Rolf Reuter
- Karl Richter
- Peter Rösel
- Herbert Schelcher
- Walter Schelcher
- Arnold Schering
- Rudolf Schilling
- Otto Eduard Schmidt
- Richard Schmidt
- Günter Schnabel
- Wilhelm Schöpff
- Peter Schreier
- Martin Schüler
- Ingo Schulze
- Volker Schurig
- Friedrich Oskar v. Schwarze
- Rudolf Seydel
- Johann Friedrich Ernst Stange
- Gustav Adolph Struve
- Heinrich von Treitschke
- Daniel Gottlob Türk
- Richard Wagner
- Winfried Wagner
- Benjamin Walther
- Christian Wermuth
- Walther Witting
- Kurt Albrecht Wolf
- Udo Zimmermann

## Bekannte Lehrer, Rektoren und Konrektoren
- Peter von Dresden (1409–1412 an der Kreuzschule), Anhänger der Hussiten, in einer seiner Liedersammlungen erschien auch das bekannte Weihnachtslied In dulci jubilo.
- Nicolaus Tirmann († 1437), Verfasser der ersten Schulordnung, Peters Nachfolger
- Nicolaus Caesius (Groe) aus Coburg, erster Rektor seit der Reformation[4]
- Joh. Tetelbach, erster Konrektor seit der Reformation[4]
- Tobias Möstel der Ältere (1528–1586), Rektor der Kreuzschule von 1558 bis 1566[4] und Stadtrichter in Leipzig
- Johann Purgoldt, Rektor der Kreuzschule von 1558 bis 1571[4]
- Friedrich Zörler, Rektor der Kreuzschule von 1571 bis 1581[4]
- Bernhard Heroldt, Rektor der Kreuzschule von 1581 bis 1582[4]
- Bartholomäus Rulichius, Rektor der Kreuzschule von 1582 bis 1585[4]
- Michael Rackelmann (1554–1610), Rektor der Kreuzschule von 1585 bis 1589[4] (des Kryptocalvinismus beschuldigt abgesetzt)
- Kaspar Janicius (Jähnichen), Rektor der Kreuzschule von 1589 bis 1591 (als Kryptocalvinist abgesetzt und der Stadt verwiesen)[4]
- Tobias Simon, Rektor der Kreuzschule von 1591 bis 1624[4]
- Georg Hausmann (1583–1639) aus Mittweida, Rektor der Kreuzschule von 1624 bis 1639[4]
- Johann Bohemus (1599–1676) aus Dittmannsdorf b. Freiberg, Rektor der Kreuzschule von 1639 bis 1676[4]
- Johann August Egenolf (1632–1688) aus Erfurt, Konrektor der Kreuzschule ab 1662, Rektor der Kreuzschule von 1676 bis 1688[4]
- Jonas Gelenius (1656–1727) aus Predmir (in Böhmen?), Rektor der Kreuzschule 1689[4] bis 1727, Vorgänger von Schöttgen[5]
- Johann Christian Schöttgen (1687–1751) aus Wurzen, Rektor der Kreuzschule 1728 bis 1751[6]
- Christian Heinrich Paufler (1763–1816) aus Schneeberg, Altphilologe, 1803 Rektor in DD-Neustadt, 1804–1816 Rektor der Kreuzschule.
- Christian Ernst August Gröbel (1783–1854), Rektor der Kreuzschule von 1816 bis 1848
- Karl Wilhelm Baumgarten-Crusius (1786–1845), Konrektor der Kreuzschule von 1817 bis 1833
- Karl Snell (1806–1886), war Lehrer für Mathematik an der Kreuzschule ab 1834 bis etwa 1840[7]
- Julius Ludwig Klee (1807–1867), Philologe, Pädagoge und Rektor der Kreuzschule in Dresden von 1848 bis 1867
- Gustav Helbig (1808–1875), Historiker, ab 1833 Lehrer, 1835 Oberlehrer, 1862 bis 1868 Konrektor und Professor
- Heinrich Richard Baltzer (1818–1887), ab 1842 Oberlehrer, 1865 übernahm er eine Professur
- Wilhelm Pückert (1830–1897), Historiker, ab 1867 Professor an der Leipziger Universität
- Martin Wohlrab, Gymnasiallehrer und Rektor[8] des Gymnasiums zu Dresden-Neustadt, Verfasser mehrerer Schulbücher
- Friedrich Hultsch (1833–1906), Rektor der Kreuzschule von 1868 bis 1889
- Robert Calinich (1834–1883), Gymnasiallehrer von 1860 bis 1863, später Hamburger Hauptpastor
- Heinrich Stürenburg (1847–1934), Studienrat, Rektor der Kreuzschule von 1889 bis 1910
- Richard Schmidt (1877–1958), Kantor und Organist, Musiklehrer an der Kreuzschule von 1913 bis 1928
- Hans Helck (1879–1939), Studienrat und Honorarprofessor an der TU Dresden, als Oberstudiendirektor Rektor der Kreuzschule von 1921 bis 1939
- Walter Eberhardt (1895–1981), Klassischer Philologe, Studienrat 1923 bis 1934
- Kurt Eichler (1905–1990), Kunsterzieher von 1934 bis 1945
- Stephan Noth (1943–2014), Kruzianer, Oberstudiendirektor, Schulleiter des Kreuzgymnasiums 1991 bis 2004